# Мирошник, Елена Пантелеймоновна
Елена Пантелеймоновна Мирошник (1918, теперь село Новотаромское Днепровского района Днепропетровской области — ?)  — украинская советская деятельница, новатор сельскохозяйственного производства, звеньевая колхоза «Победа» (имени Сталина) Днепропетровского района Днепропетровской области. Депутат Верховного Совета УССР 4-5-го созывов. Герой Социалистического Труда (9.06.1950).

## Биография
Родилась в крестьянской семье. Окончила семилетнюю школу. Работала на заводе в городе Днепропетровске.
С 1943 года — звеньевая колхоза «Победа» (затем — имени Сталина) Днепропетровского района Днепропетровской области.
В 1949 году собрала урожай подсолнечника по 25,4 центнеров с каждого гектара на участке площадью 10 гектаров. Собирала также высокие урожаи кукурузы.
Член КПСС с 1957 года.

## Награды
- Герой Социалистического Труда (9.06.1950)
- орден Ленина (9.06.1950)
- орден «Знак Почета» (26.02.1958)
- медали